# Дарбо, Эбрима
Эбрима Дарбо (англ. Ebrima Darboe; родился 6 июня 2001, Серекунда) — гамбийский футболист, полузащитник клуба «Рома» и национальной сборной Гамбии.

## Клубная карьера
Летом 2017 года стал игроком футбольной академии итальянского клуба «Рома». 2 мая 2021 года дебютировал в основном составе «Ромы» в матче итальянской Серии A против «Сампдории», выйдя на замену Гонсало Вильяру. 6 мая 2021 года дебютировал в Лиге Европы УЕФА в матче против «Манчестер Юнайтед».

## Карьера в сборной
В октябре 2020 года получил свой первый вызов в национальную сборную Гамбии. 5 июня 2021 года дебютировал за сборную в матче против Нигера.

## Достижения
«Рома»
- Победитель Лиги конференций УЕФА: 2021/22